# Cat Arm Reservoir
Das Cat Arm Reservoir ist ein Stausee in der kanadischen Provinz Neufundland und Labrador.

## Lage
Das Cat Arm Reservoir befindet sich auf der Insel Neufundland, im Südosten der Great Northern Peninsula.

## Stausee
Das Cat Arm Reservoir ist ein etwa 50 km² großer Stausee am Cat Arm River. Zwischen 1982 und 1985 wurde 18 km oberhalb der Flüssmündung eine Talsperre (⊙) errichtet. Das Wasserkraftprojekt umfasste die Errichtung sieben weiterer Staudämme. Der Wasserspiegel des Stausees liegt im Mittel bei 390,9 m. Er schwankt zwischen 385,4 m und 393,8 m. Das Einzugsgebiet des Sees beträgt 611 km². Das Wasser wird einem Vorbecken (⊙) zugeleitet, von welchem Druckleitungen zum Kraftwerk führen.

## Wasserkraftwerk Cat Arm
Das Wasserkraftwerk Cat Arm (⊙) befindet sich an der Devil Cove, einer kleinen Bucht der White Bay 18 km nördlich der Gemeinde Jackson’s Arm. Es besitzt zwei Einheiten mit jeweils einer 63,5 MW-Peltonturbine. Diese wurden im Februar 1985 in Betrieb genommen. Die Turbinen nutzen eine Fallhöhe von 380,5 m. Die Ausbauwassermenge der Turbinen beträgt jeweils 20 m³/s. Die jährliche Energieproduktion liegt bei 680 GWh. Betreiber der Anlage ist Newfoundland and Labrador Hydro, eine Tochtergesellschaft von Nalcor Energy.